# Собака Баскервілів
«Собака Баскервілів» (англ. «The Hound of the Baskervilles») — детективна повість шотландського письменника Артура Конана Дойла. Один із найвідоміших творів, де головними героями є приватний детектив Шерлок Холмс та його друг доктор Вотсон.

## Історія створення
Усе почалося з того, що у 1900 році Артур Конан-Дойль повертався до Британії з південної Африки після англо-бурської кампанії. На поромі він познайомився з військовим кореспондентом «Дейлі-Експресс» Робінсоном Флетчером. Через рік у Норфолці вони зустрілися знову. Робінсон розповів Конан-Дойлю легенду про собаку, яку називали Чорним Дияволом. Письменник вирішив узяти за основу цю легенду, аби створити яскравий та динамічний твір. 
Спочатку Артур Конан-Дойл навіть вирішує написати твір разом із Флетчером, адже саме Робінсон його надихнув на «Собаку Баскервілів» і розповів ще багато цікавого. Однак, коли у серпні 1901 року у журналі «Стренд» почалися перші публікації твору, Робінсон Флетчер не був у числі авторів, бо сюжет був повністю вигаданим та написаним лише Конан-Дойлем. Проте ім'я Флетчера все ж було згадано на титульному листі повісті, де письменник написав, що без Робінсона ця повість не вийшла б у світ. 

## Сюжет

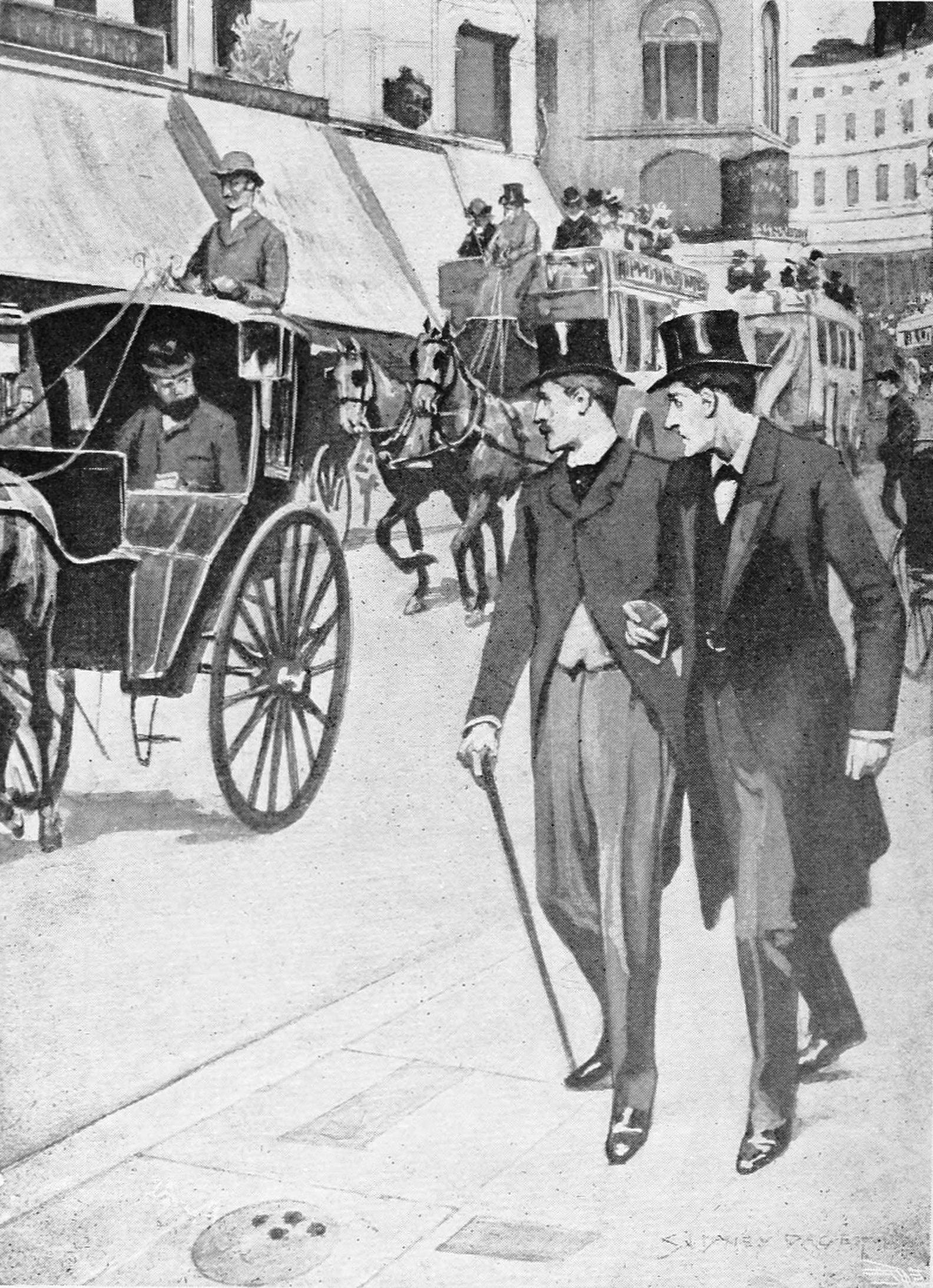
Шерлок Холмс та доктор Вотсон

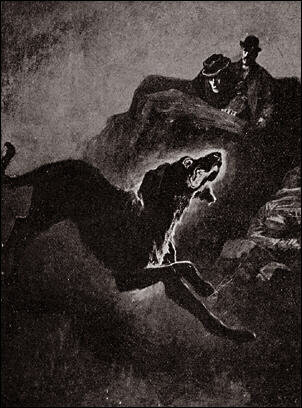
Ілюстрація Сідні Педжета

До Шерлока Холмса звертається за допомогою доктор Джеймс Мортімер, сільський лікар. Його друг, баронет сер Чарльз Баскервіль, помер за таємничих обставин біля свого родового маєтку, що знаходиться в англійському графстві Девоншир поблизу Грімпенської трясовини. Усе вказувало на природну смерть, якби не вираз нелюдського жаху на обличчі у покійника. 
У роду Баскервілів існує одна моторошна родинна легенда, яку вони передають від покоління до покоління. Легенда ця оповідає про примарного собаку, який уночі переслідує всіх Баскервілів на болотах Грімпенської трясовини. Згідно з легендою, уперше примара з'явилася для того, щоб покарати одного з Баскервілів — безпутного пройдисвіта Гуґо, що жив у XVII столітті. З того часу собака інколи з'являвся знову, щоб забирати життя у нащадків Гуґо. Диявольська примара описується у легенді як велетенський собака чорної масті, з очима, що світяться та величезною пащею.
Доктор Мортімер благає детектива про допомогу, бо з Америки до родового «гнізда» прибуває останній нащадок роду Баскервілів, баронет Генрі Баскервіль, якому теж загрожує небезпека. Холмс вирішує доручити Ватсону супроводжувати сера Генрі до його маєтку та залишатися там із молодим Баскервілем до подальших розпоряджень. 
Врешті-решт, убивцею виявляється один із сусідів Баскервіля — Джек Степлтон, який насправді був племінником сера Чарльза та кузеном сера Генрі. Почувши переказ моторошної легенди від самого Чарльза Баскервіля, Степлтон вирішив використати її у своїх цілях. Знаючи, що сер Чарльз хворий і може померти від сильного переляку, він придбав величезного пса, якого потім тримає на болоті. У потрібний момент Степлтон розмалював тварину фосфором, який не мав запаху та світився у темряві, і натравив на сера Чарльза. Той, налякавшись, почав тікати і помер від серцевого нападу.
Удруге Степлтон вирішив повторити цю пригоду з Генрі Баскервілем. Але в останню мить, коли собака кинулася на баронета, її застрелив Холмс. 
Степлтон, намагаючись втекти від правосуддя, потопає у болоті.

## Згадка про Україну
У розділі ХІІІ «Тенета розставлені» Голмс каже Вотсону:

Скоро я зможу пункт за пунктом відтворити цей злочин, мабуть, найсенсаційніший злочин
нашого часу. Криміналісти скажуть, що щось таке вже було, і, звісно, згадають вбивство в Гродно, в Україні, 1866 року, й Андерсона з Північної Кароліни, але у теперішньої нашої справи є свої, індивідуальні та своєрідні риси

(цит. за перекладом Євгена Тарнавського, видання «Фоліо» 2018 року, с. 160).
Це єдина пряма згадка про Україну (хоч і прив'язана чомусь до білоруського міста Гродно) в усіх творах про Шерлока Голмса. В іншій повісті циклу ще згадується Одеса.

## Екранізації

Постер до фільму «Собака Баскервілів» (1959) (реж. Теренс Фішер)

| Рік  | Тип | Назва фільму | Держава          | Режисер            | Голмс                   | Вотсон                |
| ---- | --- | --- | ---------------- | ------------------ | ----------------------- | --------------------- |
| 1914 | п/ф | «Собака Баскервілів. Частина 1» нім. «Der Hund von Baskerville - 1 Teil»                                                                              | Німецька імперія | Рудольф Майнерт    | Елвін Нойс              | Немає                 |
| 1914 | к/м | «Собака Баскервілів. Частина 2 - Самотній будинок» нім. «Der Hund von Baskerville - 2 Teil: Das einsame Haus»                                         | Німецька імперія | Рудольф Майнерт    | Елвін Нойс              | Немає                 |
| 1914 | п/ф | «Собака Баскервілів. Частина 3 - Моторошна кімната» нім. «Der Hund von Baskerville - 3 Teil: Das unheimliche Zimmer»                                  | Німецька імперія | Ріхард Освальд     | Елвін Нойс              | Немає                 |
| 1915 | п/ф | «Собака Баскервілів. Частина 4» нім. «Der Hund von Baskerville - 4 Teil»                                                                              | Німецька імперія | Ріхард Освальд     | Елвін Нойс              | Немає                 |
| 1915 | п/ф | «Темний замок» нім. «Das dunkle Schloß» | Німецька імперія | Віллі Цейн         | Ойген Бург              | Немає                 |
| 1920 | п/ф | «Санаторій доктора Макдональдса» нім. «Dr. Macdonalds Sanatorium»                                                                                     | Німецька Держава | Віллі Цейн         | Еріх Кайзер-Тієц        | Немає                 |
| 1920 | п/ф | «Будинок без вікон» нім. «Das Haus ohne Fenster» | Німецька Держава | Віллі Цейн         | Еріх Кайзер-Тієц        | Немає                 |
| 1921 | п/ф | «Собака Баскервілів» англ. «The Hound of the Baskervilles»                                                                                            | Велика Британія  | Maurice Elvey      | Ellie Norwood           | Hubert Willis         |
| 1929 | п/ф | «Собака Баскервілів» нім. «Der Hund von Baskerville»                                                                                                  | Німецька Держава | Richard Oswald     | Carlyle Blackwell       | George Seroff         |
| 1932 | п/ф | «Собака Баскервілів» англ. «The Hound of the Baskervilles»                                                                                            | Велика Британія  | Gareth Gundrey     | Robert Rendel           | Frederick Lloyd       |
| 1937 | п/ф | «Собака Баскервілів» нім. «Der Hund von Baskerville»                                                                                                  | Третій Рейх      | Carl Lamac         | Bruno Güttner           | Fritz Odemar          |
| 1939 | п/ф | «Собака Баскервілів» англ. «The Hound of the Baskervilles»                                                                                            | США              | Sidney Lanfield    | Basil Rathbone          | Nigel Bruce           |
| 1955 | п/ф | «Собака Баскервілів» нім. «Der Hund von Baskerville»                                                                                                  | ФРН              | Fritz Umgelter     | Wolf Ackva              | Arnulf Schröder       |
| 1959 | п/ф | «Собака Баскервілів» англ. «The Hound of the Baskervilles»                                                                                            | Велика Британія  | Теренс Фішер       | Peter Cushing           | André Morell          |
| 1968 |     | Шерлок Голмс: «Собака Баскервілів» (сезон 2, епізод 4 та 5) англ. Sherlock Holmes: «The Hound of the Baskervilles» (s.2 ep.4,5)                       | Велика Британія  | Graham Evans       | Peter Cushing           | Nigel Stock           |
| 1971 |     | «Собака Баскервілів» рос. «Собака Баскервилей» | СРСР             | Антоніна Зінов'єва | Микола Волков           | Лев Круглий           |
| 1972 | п/ф | «Собака Баскервілів» англ. «The Hound of the Baskervilles»                                                                                            | США              | Баррі Крейн        | Стюарт Грейнджер        | Бернард Фокс          |
| 1978 | п/ф | «Собака Баскервілів» англ. «The Hound of the Baskervilles»                                                                                            | Велика Британія  | Пол Морріссі       | Пітер Кук               | Дадлі Мур             |
| 1981 |     | «Пригоди Шерлока Холмса і доктора Ватсона: Собака Баскервілів» рос. «Приключения Шерлока Холмса и доктора Ватсона: Собака Баскервилей»                | СРСР             | Ігор Маслєнніков   | Василь Ліванов          | Віталій Соломін       |
| 1982 |     | «Собака Баскервілів» англ. «The Hound of the Baskervilles»                                                                                            | Велика Британія  | Peter Duguid       | Tom Baker               | Terence Rigby         |
| 1983 | п/ф | «Собака Баскервілів» англ. «The Hound of the Baskervilles»                                                                                            | Велика Британія  | Douglas Hickox     | Ian Richardson          | Donald Churchill      |
| 1983 |     | «Шерлок Голмс і прокляття Баскервіля» англ. «Sherlock Holmes and the Baskerville Curse»                                                               | Австралія        | Іан МакКензі       | Пітер О'Тул (голос)     | Ерл Кросс (голос)     |
| 1988 |     | Повернення Шерлока Голмса: «Собака Баскервілів» (сезон 2, епізод 13) англ. The Return of Sherlock Holmes: «The Hound of the Baskervilles» (s.2 ep.13) | Велика Британія  | Brian Mills        | Jeremy Brett            | Edward Hardwicke      |
| 1998 |     | The Hound of the Baskervilles (BBC Radio Broadcasting)                                                                                                | Велика Британія  | Enyd Williams      | Clive Merrison          | Michael Williams      |
| 2000 |     | «Собака Баскервілів» англ.«The Hound of the Baskervilles»                                                                                             | Канада           | Rodney Gibbons     | Matt Frewer             | Kenneth Welsh         |
| 2002 |     | «Собака Баскервілів» англ. «The Hound of the Baskervilles»                                                                                            | Велика Британія  | Девід Етвуд        | Річард Роксбург         | Ян Харт               |
| 2012 |     | Шерлок: «Собаки Баскервіля» (сезон 2, епізод 2) англ. Sherlock: «The Hounds of Baskerville» (s.2 ep.2)                                                | Велика Британія  | Пол МакГіган       | Бенедикт Камбербетч     | Мартін Фріман         |
| 2015 |     | «Пригода Генрі Баскервіля і собаки» япон. «バスカーヴィル君と犬の冒険»                                                                                | Японія           | Michiyo Morita     | Kōichi Yamadera (голос) | Wataru Takagi (голос) |
| 2015 |     | Шерлох: «Кішка Баскервілів» (сезон 1, епізод 4) рос. Шерлох: «Кошка Баскервилей» (сезон 1, епизод 4)                                                  | Україна          | Кирило Бін         | Євген Кошовий           | Юрій Крапов           |
| 2016 |     | Елементарно: «Собака Баскервіля» (сезон 4, епізод 16) англ. Elementary: «Hounded» (s.4 ep.16)                                                         | США              | Рон Фортунато      | Джонні Лі Міллер        | Люсі Лью              |

### Країни лідери за кількістю екранізацій
Країни, що зняли два фільми та більше.
| Держава                                                                                | Кількість | Роки                                                             |
| -------------------------------------------------------------------------------------- | --------- | ---------------------------------------------------------------- |
| Велика Британія                                                                        | 11        | 1921, 1932, 1959, 1968, 1978, 1982, 1983, 1988, 1998, 2002, 2012 |
| Німеччина (як наступниця: Німецької імперії, Німецької Держави, Третього Рейху та ФРН) | 10        | 1914, 1914, 1914, 1915, 1920, 1920, 1920, 1929, 1937, 1955       |
| Сполучені Штати Америки                                                                | 3         | 1939, 1972, 2016                                                 |
| СРСР                                                                                   | 2         | 1971, 1981                                                       |